# Seichenkopf
Der Seichenkopf ist ein 1864 m ü. A. hoher Nebengipfel der Sefenspitze im österreichischen Teil der Allgäuer Alpen.

## Lage und Umgebung
Der in der Gruppe der Tannheimer Berge gelegene Gipfel bildet den nordwestlichen Endpunkt des Lumberger Grats. Seine Flanken fallen nach Westen ins Engetal und nach Norden und Osten ins Sebental ab. Einzig nach zunächst nach Süden, anschließend in östlicher Richtung ist der Gipfel mit dem Lumberger Grat verbunden. Nach dessen Gipfelpunkt senkt sich der Gratverlauf vor der Sefenspitze (1948 m). Diese wird über den Sefensattel in nördlicher Richtung erreicht. Weiter nach Osten senkt sich der Verlauf zum Füssener Jöchl (1818 m) hin ab, um von dort zur Läuferspitze (1958 m) anzusteigen.
Über den Gipfel des Seichenkopfs und des Lumberger Grats verläuft die Grenze zwischen der Gemeinde Grän Westen und der Stadt Vils im Osten.

## Namensherkunft
Erstmals erwähnt wurde der Seichenkopf indirekt im 17. Jahrhundert mit den Worten „bis in die Speicherwandt ... oben hinauf in das Geschröff des Laumbergs“, wobei die Speicherwand wohl eine Felswand in der Nordflanke des Seichenkopfs meint. Die Herleitung des Namens orientiert sich laut August Kübler, der die Form des Berges mit der einer umgekehrten „Saiche“ vergleicht. Eine Saiche ist ein Arbeitsgerät zum Seihen, spriche Filtern, von Milch. Prägend dafür ist der breite Bergfuß und der spitz zulaufende Gipfel.

## Besteigung
Der Normalweg auf den Seichenkopf führt entweder über den Lumberger Grat in die Einschartung zwischen beiden Gipfeln oder von Osten aus dem Talboden bei der Sebenalpe in die Scharte. Von hier führen nicht markierte Pfadspuren durch Latschengassen und sehr leichte, kurze Felspassagen (I. Schwierigkeitsgrad) über den teilweise schmalen Südrücken auf den Gipfel. In der Nordflanke gibt es die Möglichkeit zu Klettern (Schwierigkeit bis IV), unter anderem zu einem tiefer gelegenen Gipfelkreuz, dass nur schwierig zu erreichen ist.

## Bilder

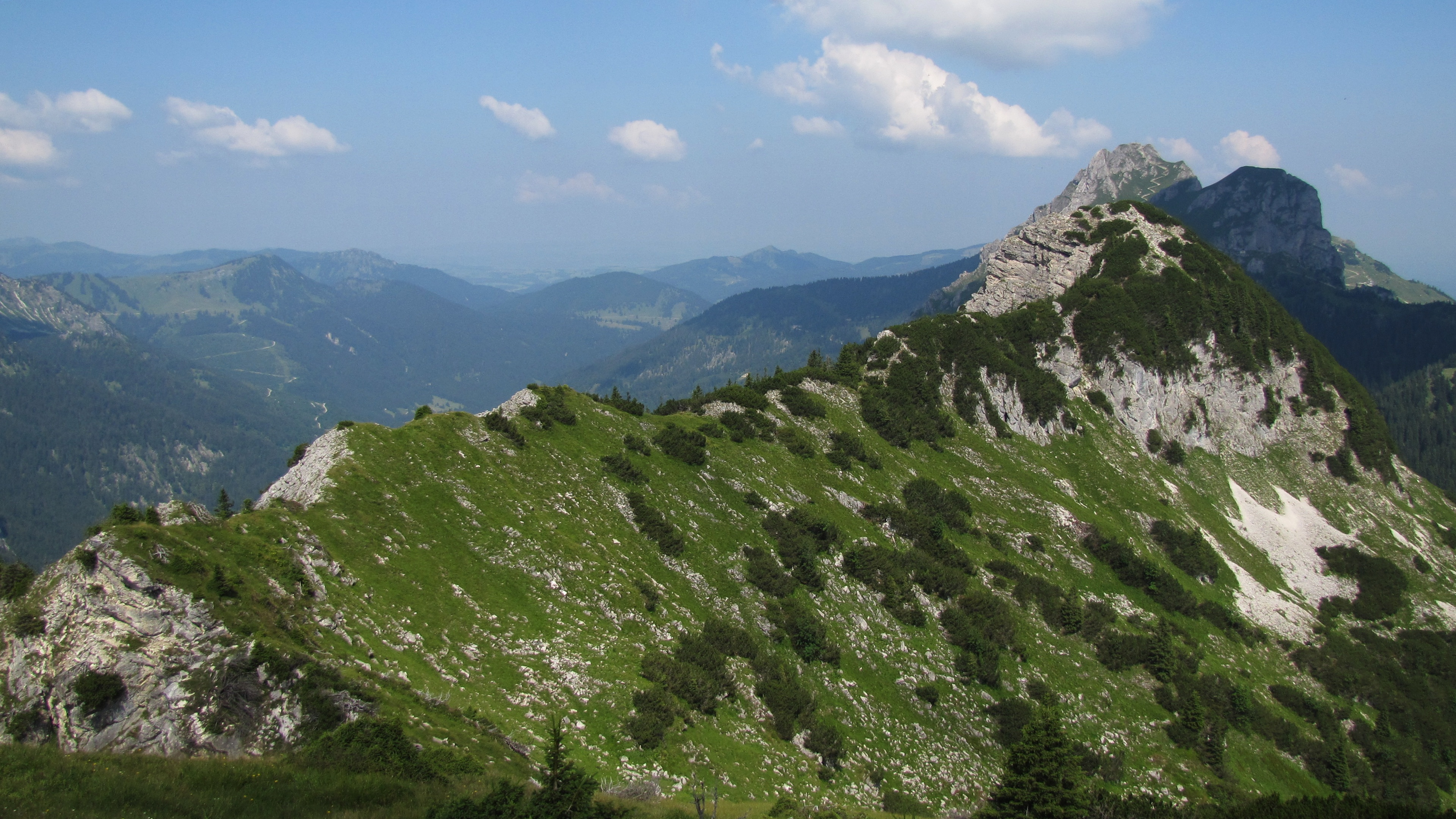
Übergang vom Lumberger Grat
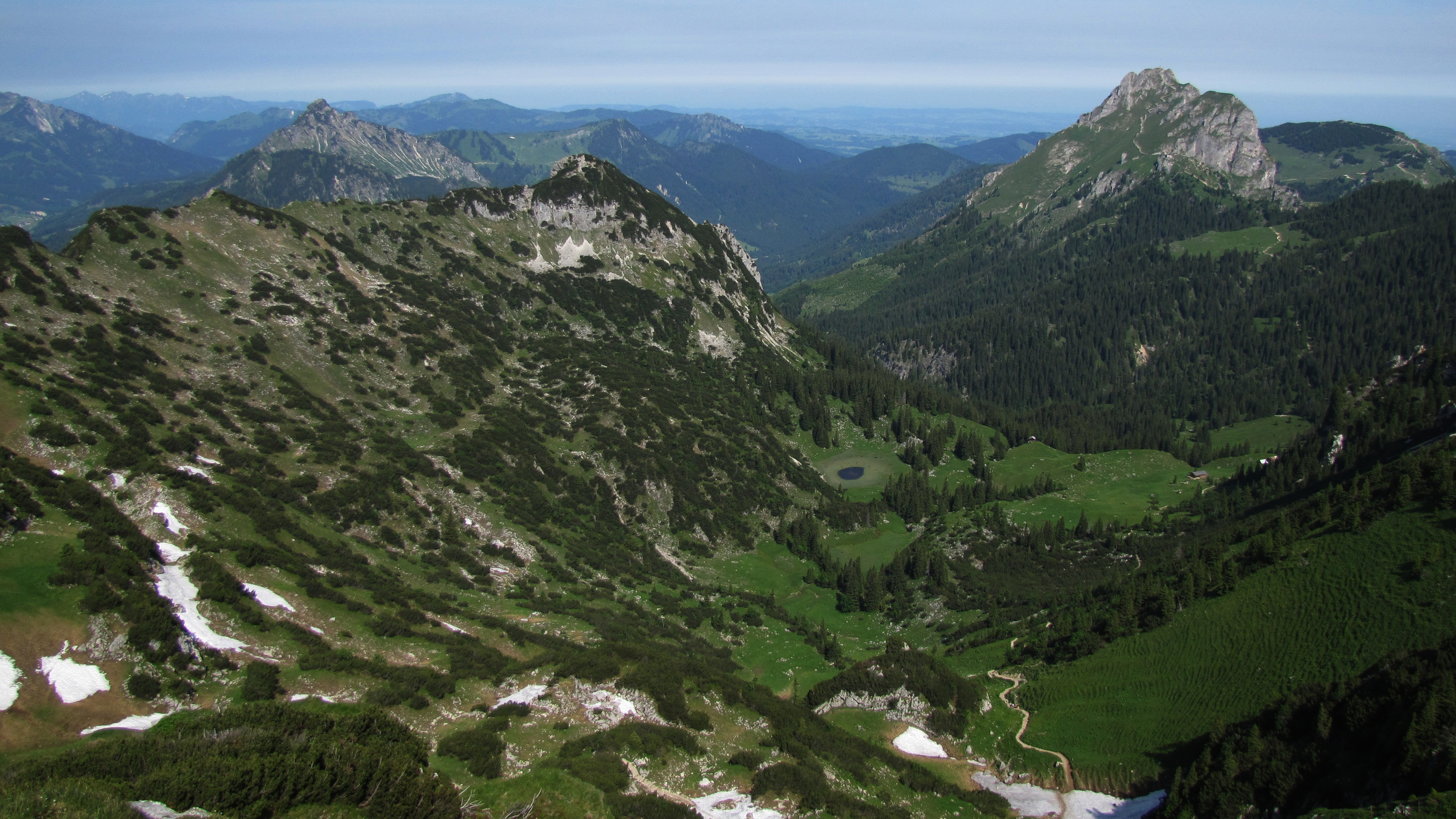
Ostflanke
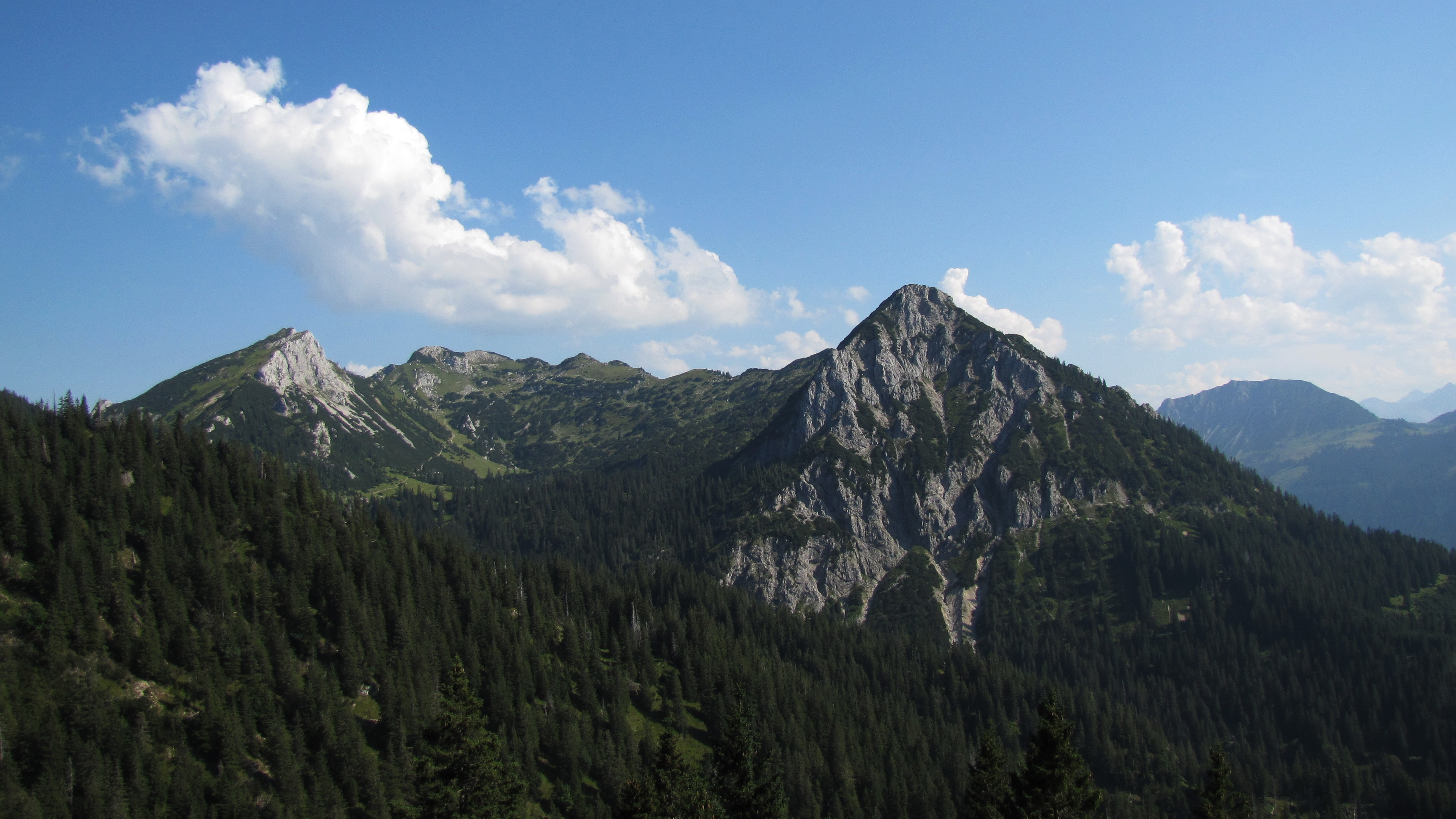
Nordwestflanke
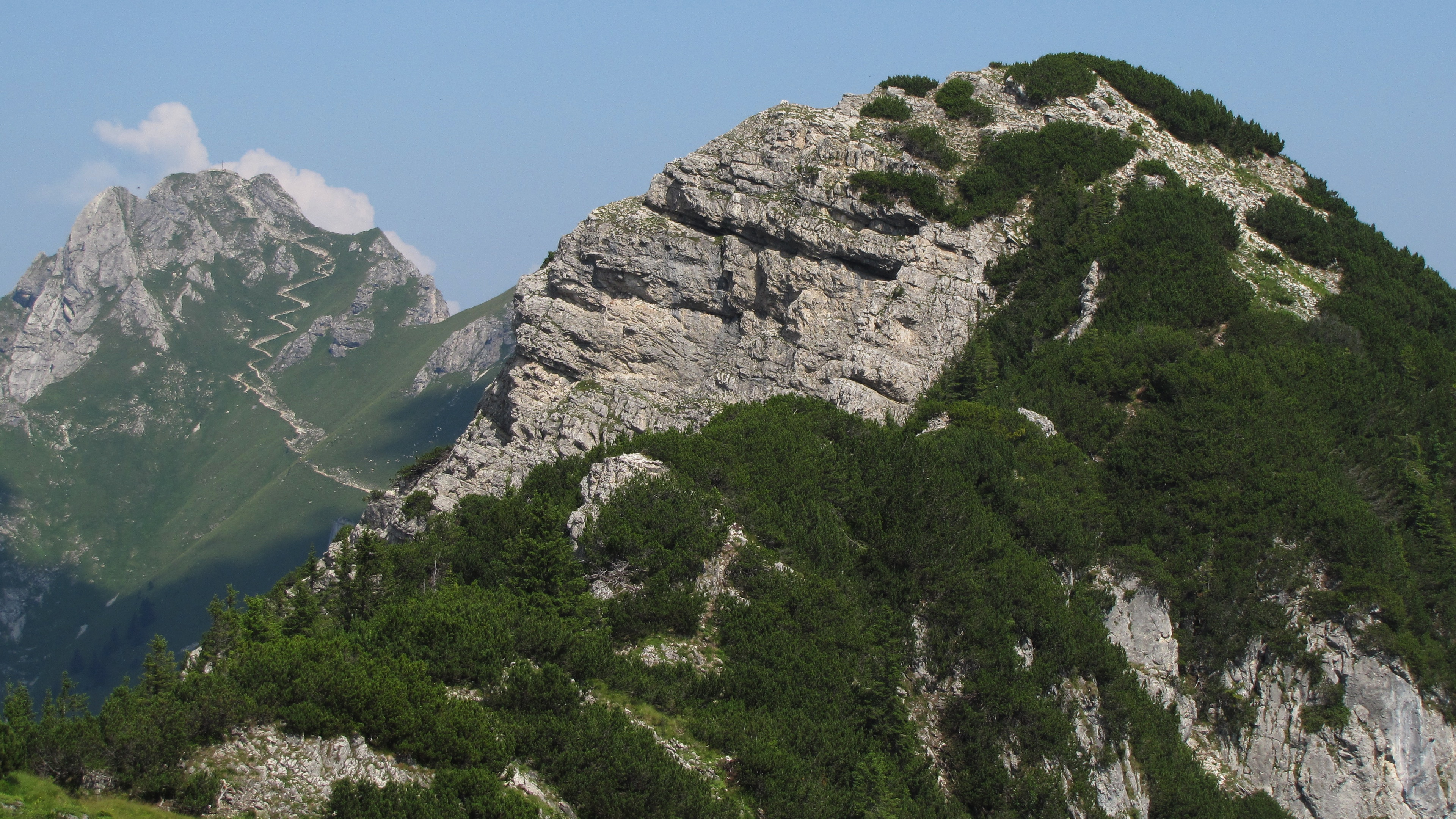
Gipfelaufbau Südseite